# Meyer Fortes
Meyer Fortes (Britstown, 25 aprile 1906 – Cambridge, 27 gennaio 1983) è stato un antropologo britannico nato a Colonia del Capo, oggi corrispondente al Sudafrica.
Tra il 1934 e il 1938 condusse le sue ricerche sul terreno fra i Tallensi del Ghana, e in seguito fra gli Ashanti (1944-46). Nel 1950 ottenne la cattedra di Antropologia sociale all'Università di Cambridge.

## Opere
- 1940. African Political Systems (curatore insieme a E. E. Evans-Pritchard), Oxford University Press, London
- 1945. The Dynamics of Clanship among the Tallensi, Oxford University Press, London
- 1949. The Web of Kinship among the Tallensi,  Oxford University Press, Oxford
- 1969. Kinship and the Social Order. The Legacy of Lewis Henry Morgan, Routledge and Kegan Paul, London
- 1970. Time and Social Structure and Other Essays, Athlone Press, London